# Горчаков Микола Михайлович
Микола Михайлович Горчаков, справжнє прізвище Дітеріхс (рос. Николай Михайлович Горчаков (Дитерихс); 7 (19) серпня 1898 — 28 серпня 1958) — радянський театральний режисер і педагог, доктор мистецтвознавства (1948).

## Біографія
Народився 7 (19) серпня 1898 року в місті Санкт-Петербурзі в родині військового (батько — Дітеріхс Михайло Костянтинович — генерал-лейтенант, один з лідерів Білого руху). У 1916 році закінчив гімназію в Москві. У 1917 році вступив до Червоної гвардії, у 1918 році — до РСЧА. Учасник громадянської війни в Росії. Демобілізувався у 1921 році.
Театральному мистецтву навчався у 3-й студії МХТ у Євгена Вахтангова. З 1922 року працював на студії режисером. У 1924 році очолив групу студійців, що відокремилась від Вахтанговської студії й перейшов до МХАТу.
У 1933—1941 роках — художній керівник Московського театру сатири. У 1941 році організував Московський театр драми, який був єдиним драматичним театром у Москві на той час. У 1943 році Театр драми було об'єднано з Театром Революції під керівництвом Миколи Охлопкова, тому Горчаков знову повернувся до Театру сатири. У 1948 році полишив Театр сатири, у подальшому співпрацював зі МХАТом.
Одночасно займався викладацькою діяльністю: з 1928 року — викладач, з 1939 року — професор і завідувач кафедри режисури в ГІТІСі, викладав у Школі-студії МХАТ.
Помер 28 серпня 1958 року в селищі Джубга Краснодарського краю. Похований на Новодівочому цвинтарі в Москві.

## Основні режисерські роботи
- 1924 — «Битва життя» (за Чарлзом Діккенсом)
- 1928 — «Квадратура кола» (за Валентином Катаєвим)
- 1936 — «Мольєр» (за Михайлом Булгаковим)
- 1944 — «Місія містера Перкінса до країни більшовиків» (за Олександром Корнійчуком).
- 1946 — «Офіцер флоту» (за Олександром Кроном) — Сталінська премія 1-го ступеня.
- 1947 — «Час, вперед!» (за Валентином Катаєвим)
- 1949 — «Пізнє кохання» (за Олександром Островським)
- 1956 — «Осінній сад» (за Ліліан Гелман)
- 1956 — «Неспокійна старість» (за Леонідом Рахмановим)

## Нагороди і почесні звання
Заслужений діяч мистецтв РРФСР (1943).
У 1946 році нагороджений Сталінською премією 1-го ступеня за виставу «Офіцер флоту», а у 1952 році нагороджений Сталінською премією 3-го ступеня за книгу «Режисерські уроки К. С. Станіславського» (1951, 2-е видання).
Нагороджений орденами Трудового Червоного Прапора, Червоної Зірки, двома орденами «Знак Пошани», медалями.